# الأجسام المضادة الحساسة للبرودة
الأجسام المضادة الحساسة للبرودة هي أجسام مضادة حساسة لدرجة الحرارة الباردة. بعض الأجسام المضادة الحساسة للبرد مرضية ويمكن أن تؤدي إلى إضطراب الدم. تشمل هذه الأجسام المضادة المرضية الحساسة للبرد ما يلي الراصات الباردة، الأجسام المضادة دوناث لندشتينر، وكريوغلوبولين التي هي الجناة من مرض الراصات الباردة، بيلة الهيموغلوبين الباردة الانتيابية في عملية فقر الدم الإنحلالي دوناث لاندشتاينر، والتهاب الأوعية الدموية، على التوالي.

## الأجسام المضادة للراصة البارد
الراصات الباردة هي الأجسام المضادة، عادة الغلوبولين المناعي م، التي يتعرف عليها ثم ربط المستضدات على خلايا الدم الحمراء، عادة المستضدات "I" أو "i" على سطح كرات الدم الحمراء، في البيئة التي تكون فيها درجات الحرارة أقل من درجة حرارة الجسم الأساسية العادية، وبالتالي ينتهي بها الأمر إلى تراص خلايا الدم الحمراء وتفاعل انحلال الدم الذي يحدث خارج الأوعية (خارج الأوعية)، مما يؤدي إلى فقر الدم دون الهيموغلوبينية في الحالات العادية.
يمكن أن تسبب الراصات الباردة حالتين مرضيتين، وهما مرض الراصات الباردة الأولية ومتلازمة الراصات الباردة الثانوية، كلاهما نوعان فرعيان من مرض الراصات الباردة.
مرض الراصات الباردة الأولية مجهول السبب، مما يعني أن ظاهرة تراصات خلايا الدم الحمراء وتفاعل إنحلال الدم الذي يحدث خارج الأوعية غائبة عن أي سبب أساسي. ومع ذلك، فإن ما هو معروف هو أن المصابين بمرض الراصات الباردة مجهول السبب معرضون للإصابة أو الإصابة بمرض خفيف إضطراب نخاع العظم النسيلي.
تشير متلازمة الراصات الباردة الثانوية إلى مرض الراصات الباردة الذي حُدّ على أنه ناتج عن عدوى فيروسية، إضطراب المناعة الذاتية‘ الأورام الخبيثة اللمفاوية، أو أي مرض أساسي آخر.

### السعة الحرارية
الراصات الباردة هي الأجسام المضادة التي تراص كرات الدم الحمراء مع درجة الحرارة المثلى من 3-4 ْC ولكن قد تعمل أيضًا في بيئة أكثر دفئًا، إعتمادًا على السعة الحرارية من الراصات الباردة. إذا تجاوز السعة الحرارية 28-30 ْC، الراصات الباردة ستكون مسببة للأمراض. منخفض-تقارب يحدث الراصات الباردة أيضًا في العديد من الأفراد الأصحاء؛ هذه الراصات الباردة غير المسببة للأمراض هي بوليكلونال، لها سعة حرارية منخفضة، وهي موجودة في عيار منخفض، ليس أعلى من 256 وعادة أقل من 64. أكثر من 90% من الراصات الباردة المسببة للأمراض هي من فئة الغلوبولين المناعي م وهذه الجزيئات يمكن أن تكون الخماسي أو سداسي.

## الأجسام المضادة دوناث لندشتينر
تشترك الأجسام المضادة لدوناث-لندشتينر في أوجه التشابه مع مرض الراصات الباردة في التعرف على المستضدات وربطها على سطح خلايا الدم الحمراء في وجود درجات حرارة منخفضة نسبيًا مقارنة بدرجة حرارة الجسم الأساسية. ومع ذلك، فإن المكان الذي يحدث فيه انحلال (تكسير) الدم يميز بين الأجسام المضادة د-ل والجلوتينين البارد. الأجسام المضادة د-ل بدلا إصلاح نظام مكمل مما يؤدي إلى إنحلال الدم في الأوعية (داخل الأوعية). الأوعية الدموية هي مسارات تحمل عناصر حية مطلوبة للوصول إلى كل مكان داخل الجسم من خلال الدورة الدموية. وهذا ما يفسر لماذا تتماشى المظاهر السريرية لإنحلال الدم الناجم عن الأجسام المضادة د-ل مع تمثيلات الهيموغلوبينية والهيموغلوبينية. د-ل الأجسام المضادة، عادة غلوبيولين مناعي ج، تتميز باستهداف خلايا الدم الحمراء على السطح مستضدات تسمى"بِ".
الالفيزيولوجيا المرضية من فقر الدم الإنحلالي دوناث لندشتينر وقد كان بعنوان بيلة الهيموغلوبين الباردة الانتيابية. 

## الأجسام المضادة الجلوبولينات البردية
الجلوبولينات البردية هي أجسام مضادة غير طبيعية تذوب/تختفي فقط عند درجة حرارة أعلى من 37 °م (99 °ف) وتشكيل مجمعات مناعية صلبة أو تشبه الهلام في وجود البيئة تحت 37 °م (99 °ف)، والتي يمكن أن تسد الأوعية الدموية وتسبب مجموعة متنوعة من المشاكل الصحية بما في ذلك الالتهاب وتلف الأعضاء.
لن يعاني العديد من الأشخاص المصابين بالجلوبولينات البردية من أي علامات أو أعراض غير عادية. عند وجودها، تختلف الأعراض ولكنها قد تشمل مشاكل في التنفس؛ التعب؛ التهاب كبيبات الكلى؛ آلام المفاصل أو آلام العضلات؛ فرفرية؛ ظاهرة رينود؛ موت الجلد؛ و/أو تقرحات الجلد. في بعض الحالات، يكون السبب الأساسي الدقيق غير معروف؛ ومع ذلك، يمكن أن يرتبط غلوبولين الدم البردي بمجموعة متنوعة من الحالات بما في ذلك أنواع معينة من العدوى؛ الأمراض إلالتهابية المزمنة (مثل أمراض المناعة الذاتية)؛ و/أو سرطانات الدم أو الجهاز المناعي. يختلف العلاج بناء على شدة الحالة والأعراض الموجودة في كل شخص والسبب الأساسي.
ما لا يقل عن 90% من الحالات وجود الجلوبولينات البردية في الجسم، التهاب الكبد الوبائي سي هو اللوم، يعكس أهمية إستبعاد إلتهاب الكبد الوبائي سي. وجود الجلوبولينات البردية في الجسم يلبي معيار تشخيص الجلوبولينات البردية الدم، وهو مرض إلتهاب الأوعية الدموية وأعضاء مثل الكلى والأعصاب والمفاصل والرئتين والجلد. عادة، لا ينبغي العثور على الجلوبولينات البردية في الجسم.
الجلوبولينات البردية في كثير من الأحيان لا تتفاعل مع خلايا الدم الحمراء، إلا إذا كان يجمع بين ملامح الراصات الباردة مع الجلوبولينات البردية، على الرغم من أن فرصة تعتبر نادرة. لذلك، الجلوبولينات البردية لا تنتج تأثير إنحلال الدم، ولكن خطورة المضاعفات مثل إلتهابات جهازية أو يمكن أن تؤدي إضطرابات الأورام بدورها إلى فقر الدم.

## مقارنات بين الجلوبولينات البردية، الراصات الباردة والأجسام المضادة دوناث لندشتينر
على الرغم من وجود بعض التداخل في الأعراض، إلا أن غلوبولين الدم البردي ومرض الراصات الباردة يختلفان في العملية التي ييحدث من خلالها انسداد الأوعية الدموية. في غلوبولين الدم البردي، تتراكم الأجسام المضادة وتسد الأوعية الدموية. في مرض الراصات الباردة، تهاجم الأجسام المضادة (التي تختلف عن تلك الموجودة في غلوبولين الدم البردي) وتقتل خلايا الدم الحمراء، والتي تتراكم بعد ذلك وإنسداد الأوعية الدموية.
يمكن أن تؤدي ثلاثة أنواع من الأجسام المضادة المرضية الحساسة للبرد إلى ظاهرة رينود.
يمكن أن تكون ثلاثة أنواع من الأجسام المضادة الباردة المرضية المكتسبة.

### تركيب
| النوع        | التكوين                                                                                           | النسبة المئوية للحالات | الارتباط بأمراض أخرى |
| ------------ | ------------------------------------------------------------------------------------------------- | ---------------------- | --- |
| النوع الأول  | وحيدة النسيلة غلوبيولين مناعي ج، غلوبيولين مناعي م، غلوبيولين مناعي أ، أو سلاسلهم الخفيفة κ أو λ  | 10–15%                 | أمراض الدم، وخاصة إعتلال جامي أحادي النسيلة ذو أهمية غير محددة، الورم النقيي المتعدد الكامن (الهادئ ظاهريا)، المايلوما المتعددة، وجود الجلوبولين الكبروي في الدم لفالدنستروم، وسرطان الدم الليمفاوي المزمن                   |
| النوع الثاني | وحيدة النسيلة غلوبيولين مناعي م زائد متعدد النسائل غلوبيولين مناعي ج أو، نادرًا، غلوبيولين مناعي أ | 50–60%                 | الأمراض المعدية ، وخاصة عدوى إلتهاب الكبد الوبائي سي، عدوى فيروس نقص المناعة البشرية، وإلتهاب الكبد الوبائي سي والعدوى المصاحبة لفيروس نقص المناعة البشرية؛ أمراض الدم وخاصة إضطرابات الخلايا البائية؛ أمراض المناعة الذاتية |
| النوع الثالث | متعدد النسائل غلوبيولين مناعي م زائد متعدد النسائل غلوبيولين مناعي ج أو غلوبيولين مناعي أ         | 25–30%                 | أمراض المناعة الذاتية، على وجه الخصوص متلازمة شوغرن (جفاف الملتحمة والصلبة) وأقل شيوعا الذئبة الحمامية الجهازية وإالتهاب المفاصل الروماتويدي؛ الأمراض المعدية بشكل خاص إلتهاب الكبد الوبائي العدوى                           |

### تكملة
تنشيط المتممة يلعب دورًا نهائيًا ولكنه محدود في الأجسام المضادة الدافئة فقر الدم الانحلالي بالمناعة الذاتية، في حين أن مرض الراصة الباردة الأولية، ومتلازمة الراصة الباردة الثانوية، والهيموغلوبينية الباردة الانتيابية هي إضطرابات تعتمد تماما على المتممة.

### موقع انحلال الدم
انحلال الدم الناجم عن مرض الراص البارد الذي يحدث خارج الأوعية أثناء حدوث أي من الأجسام المضادة لدوناث لندشتينر داخل الأوعية.